# アルファロメオ・カイマーノ
アルファロメオ・カイマーノ（Alfa Romeo Caimano）は、アルファ・ロメオの製作したコンセプトカー。

## 概要
1970年に、トリノ・ショーで発表された。シャシー、パワートレイン共にイタルデザインが深く関わったアルファスッドのものをそのまま流用している。

## 特徴
エクステリアは銀にオレンジのラインを入れ、インテリアも銀を基調にフロアマットをオレンジにするなどの工夫が施されている。
リトラクタブルヘッドライトを採用しているほか、先鋭的なウェッジシェイプなのに対し、インテリアはエンジン回転数、油温、水温、燃料計、速度計が5連ボビン式で表示される筒型インストゥルメントパネルを採用するなど、捻りが凝らされている。